# Ja i Morrison
Ja i Morrison (fiń. Minä ja Morrison) – fiński dramat filmowy z 2001 roku w reżyserii Lenki Hellstedt.

## Fabuła
Milla prowadzi beztroskie i rozrywkowe życie. Gdy rzuciła szkołę, zaczęła pracować jako sprzątaczka. Nie jest usatysfakcjonowana swoją pracą i sytuacją życiową, jednak nie robi nic w kierunku, aby je poprawić lub zmienić. Ma problemy finansowe, cały czas zalega z czynszem za mieszkanie, zerwała kontakt z rodzicami. Dziewczyna nie przejmuje się tym i myśli tylko o kolejnej imprezie, na której będzie mogła się napić i zażyć narkotyki. Na jednej z imprez poznaje mężczyznę o imieniu Aki, który jest fanem Jima Morrisona, samotnie wychowującego syna. Szybko się w sobie zakochują, lecz tajemnica skrywana przez mężczyznę przerywa ich beztroskie życie. 

## Obsada
- Baltasar Kormákur jako Askildsen
- Eva Röse jako Sophie
- Irina Pulkka jako agentka biura podróży
- Maija-Liisa jako Marton Kerttu
- Samuli Edelmann jako Aki
- Irina Björklund jako Milla
- Roope Karisto jako Joonas
- Titta Jokinen jako matka Milli
- Yorick van Wageningen jako Jan